# Heike Manhart
Heike Manhart (1993. január 7. –) válogatott osztrák labdarúgó.

## Pályafutása

### Klubcsapatokban
2013-ban igazolt a szombathelyi Viktória FC keretéhez és két bajnoki bronzérmet szerzett a zöld-fehérekkel.
A 2014–15-ös rájátszásban, az 1. FC Femina elleni 7–4 arányban megnyert mérkőzésen öt találatot jegyzett.
2020 júniusában bokaszalag sérülése miatt jelentette be visszavonulását.

### A válogatottban
2010. augusztus 25-én Törökország ellen mutatkozott be a válogatottban.
Ausztria színeiben pályára lépett a 2014-ben megrendezett Algarve-kupán.